# Leichtathletik-Europameisterschaften 1962/Speerwurf der Männer

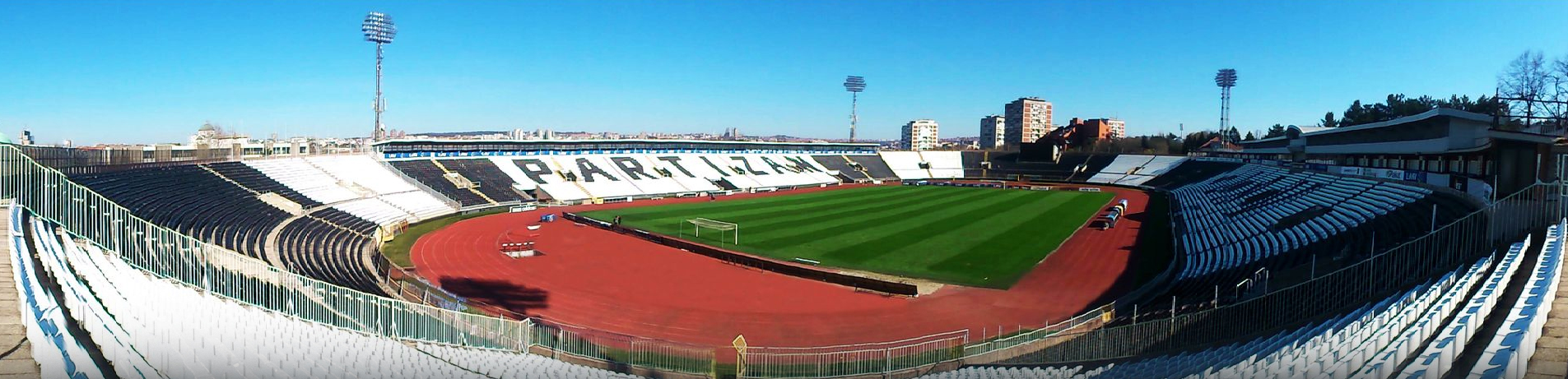
Panoramablick auf das Partizan-Stadion 2014 – 52 Jahre
nach den dortigen Europameisterschaften

Der Speerwurf der Männer bei den Leichtathletik-Europameisterschaften 1962 wurde am 14. und 15. September 1962 im Belgrader Partizan-Stadion ausgetragen.
In diesem Wettbewerb gab es einen Doppelsieg der sowjetischen Werfer. Europameister wurde Jānis Lūsis. Auf den zweiten Platz kam der Olympiasieger von 1960 Wiktor Zybulenko. Bronze ging an den Polen Władysław Nikiciuk.

## Rekorde

### Bestehende Rekorde
| Weltrekord           | 86,74 m | Carlo Lievore | Mailand, Italien       | 1. Juni 1961    |
| Europarekord         | 86,74 m | Carlo Lievore | Mailand, Italien       | 1. Juni 1961    |
| Meisterschaftsrekord | 80,18 m | Janusz Sidło  | EM Stockholm, Schweden | 24. August 1958 |

### Rekordverbesserungen
Der bestehende EM-Rekord wurde insgesamt viermal verbessert:
- Carlo Lievore (Italien), Qualifikation am 14. September
  - 80,20 m – zweiter Wurf
- Jānis Lūsis (Sowjetunion), Finale am 15. September
  - 80,40 m – erster Wurf
  - 80,65 m – dritter Wurf
  - 82,04 m – sechster Wurf

## Qualifikation

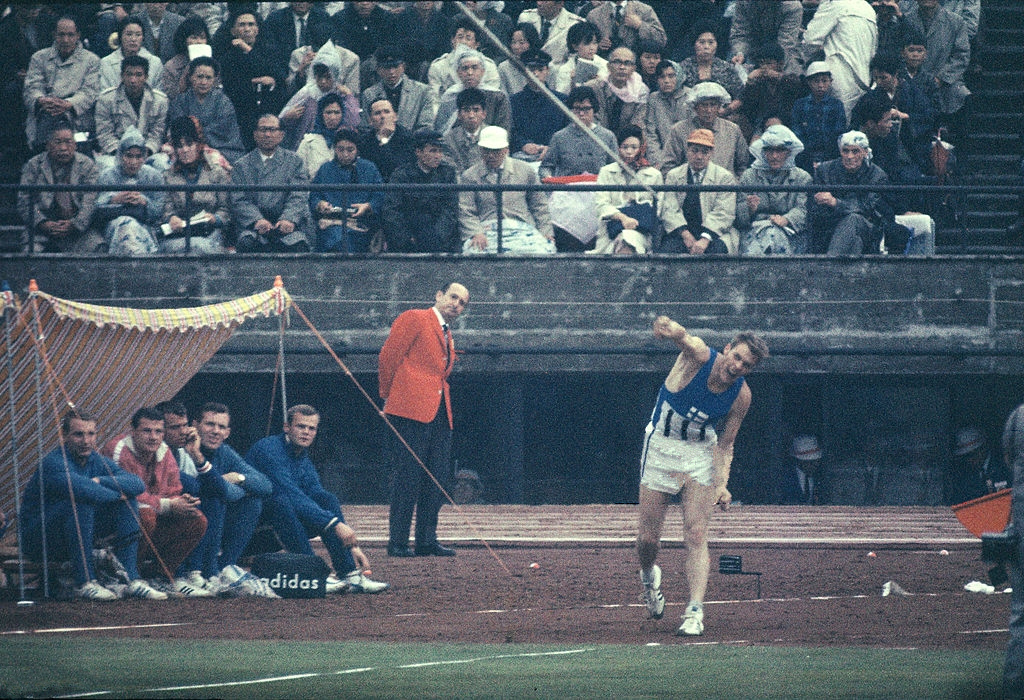
Pauli Nevala – zwei Jahre später Olympiasieger – schied mit 72,15 m in der Qualifikation aus

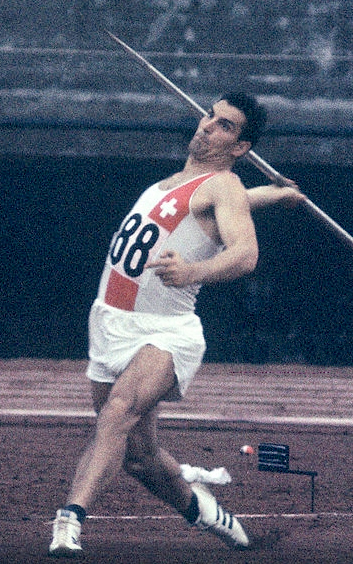
68,71 m reichten Urs von Wartburg nicht zur Finalteilnahme

14. September 1962, 11.10 Uhr
Die 25 Teilnehmer traten zu einer gemeinsamen Qualifikationsrunde an. Fünf Werfer (hellblau unterlegt) übertrafen die Qualifikationsweite für den direkten Finaleinzug von 75,00 m. Damit war die Mindestanzahl von zwölf Finalteilnehmern nicht erreicht, das Finalfeld wurde mit den sieben nächsten bestplatzierten Athleten (hellgrün unterlegt) auf zwölf Wettbewerber aufgefüllt. So reichten für die Finalteilnahme schließlich 72,80 m.
| Platz | Name               | Nation         | 1. Versuch (m) | 2. Versuch (m) | 3. Versuch (m) | Bestweite (m) |
| 1     | Carlo Lievore      | Italien        | 73,78          | 80,20 CR       | –              | 80,20 CR      |
| 2     | Jānis Lūsis        | Sowjetunion    | 71,35          | 79,06000       | –              | 79,06000      |
| 3     | Wiktor Zybulenko   | Sowjetunion    | 72,93          | 78,92000       | –              | 78,92000      |
| 4     | Marian Machowina   | Polen          | 73,67          | 77,60000       | –              | 77,60000      |
| 5     | Willy Rasmussen    | Norwegen       | 76,80          | –000           | –              | 76,80000      |
| 6     | Gergely Kulcsár    | Ungarn         | 68,71          | 74,90000       | 71,02          | 74,90000      |
| 7     | Janusz Sidło       | Polen          | 68,65          | 74,77000       | 71,25          | 74,77000      |
| 8     | Hermann Salomon    | Deutschland    | 73,47          | 71,82000       | 70,31          | 73,47000      |
| 9     | Rolf Herings       | Deutschland    | 67,68          | 73,34000       | x              | 73,34000      |
| 10    | Väinö Kuisma       | Finnland       | 68,75          | 72,90000       | 73,25          | 73,25000      |
| 11    | Władysław Nikiciuk | Polen          | 72,78          | 68,25000       | 72,90          | 72,90000      |
| 12    | Petar Galić        | Jugoslawien    | 69,55          | 67,55000       | 72,80          | 72,80000      |
| 13    | Božidar Miletić    | Jugoslawien    | 68,20          | 72,75000       | 70,62          | 72,75000      |
| 14    | Horst Bade         | Deutschland    | 71,76          | 72,69000       | 72,57          | 72,69000      |
| 15    | Pauli Nevala       | Finnland       | 72,15          | x000           | 71,87          | 72,15000      |
| 16    | Franco Radman      | Italien        | 71,55          | 70,02000       | 66,04          | 71,55000      |
| 17    | Leon Syrowatsky    | Frankreich     | 71,01          | 64,39000       | 64,71          | 71,01000      |
| 18    | Alexandru Bizim    | Rumänien       | 62,18          | 70,42000       | x              | 70,42000      |
| 19    | Wladimir Kusnezow  | Sowjetunion    | 65,24          | 69,78000       | x              | 69,78000      |
| 20    | Michel Macquet     | Frankreich     | 69,22          | x000           | x              | 69,22000      |
| 21    | Urs von Wartburg   | Schweiz        | 64,87          | 65,69000       | 68,71          | 68,71000      |
| 22    | Christos Pierrakos | Griechenland   | 61,93          | 66,13000       | 67,80          | 67,80000      |
| 23    | Gheorghe Popescu   | Rumänien       | x              | 58,98000       | 65,05          | 65,05000      |
| 24    | John McSorley      | Großbritannien | 58,40          | 64,50000       | x              | 64,50000      |
| 25    | Colin Smith        | Großbritannien | 59,12          | 62,68000       | 63,85          | 63,85000      |
| DNS   | Bayram Kaya        | Türkei         |                |                |                |               |

## Finale

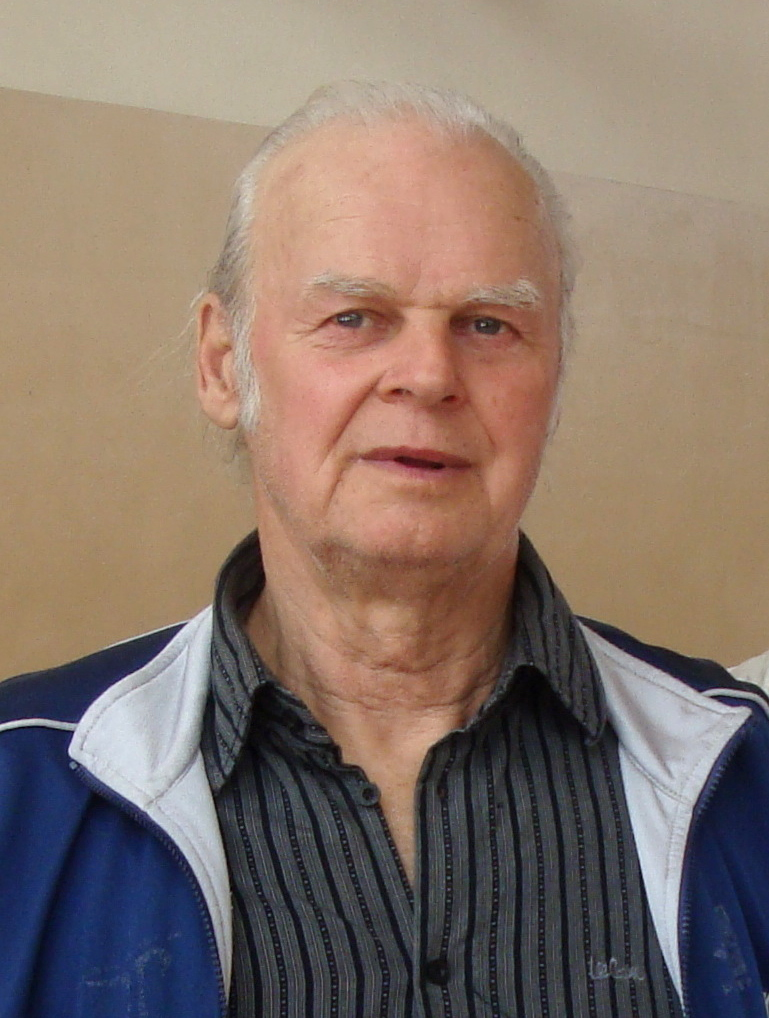
Europameister Jānis Lūsis – hier im Jahr 2011 – wurde zu einem der erfolgreichsten Speerwerfer der Leichtathletikgeschichte

15. September 1962, 17.30 Uhr
| Platz | Name               | Nation      | 1. Versuch (m) | 2. Versuch (m) | 3. Versuch (m) | 4. Versuch (m)                          | 5. Versuch (m)                          | 6. Versuch (m)                          | Bestweite (m) |
| 1     | Jānis Lūsis        | Sowjetunion | 80,40 CR       | 74,49          | 80,65 CR       | 78,25                                   | 75,00                                   | 82,04 CR                                | 82,04 CR      |
| 2     | Wiktor Zybulenko   | Sowjetunion | 75,74000       | 76,39          | 76,57000       | 74,80                                   | x                                       | 77,92000                                | 77,92000      |
| 3     | Władysław Nikiciuk | Polen       | 77,66000       | 70,09          | 76,78000       | 69,30                                   | 72,20                                   | 69,82000                                | 77,66000      |
| 4     | Marian Machowina   | Polen       | 76,33000       | 71,45          | 68,05000       | x                                       | 68,29                                   | 77,15000                                | 77,15000      |
| 5     | Gergely Kulcsár    | Ungarn      | 74,33000       | 72,55          | 76,89000       | x                                       | 73,50                                   | 67,06000                                | 76,89000      |
| 6     | Carlo Lievore      | Italien     | 75,55000       | 76,25          | 70,78000       | 71,25                                   | x                                       | x000                                    | 76,25000      |
| 7     | Janusz Sidło       | Polen       | 73,75000       | 72,20          | 75,01000       | nicht im Finale der besten sechs Werfer | nicht im Finale der besten sechs Werfer | nicht im Finale der besten sechs Werfer | 75,01000      |
| 8     | Rolf Herings       | Deutschland | 74,95000       | 73,11          | 74,09000       | nicht im Finale der besten sechs Werfer | nicht im Finale der besten sechs Werfer | nicht im Finale der besten sechs Werfer | 74,95000      |
| 9     | Willy Rasmussen    | Norwegen    | 74,25000       | 71,38          | x000           | nicht im Finale der besten sechs Werfer | nicht im Finale der besten sechs Werfer | nicht im Finale der besten sechs Werfer | 74,25000      |
| 10    | Väinö Kuisma       | Finnland    | 68,50000       | 73,32          | 70,32000       | nicht im Finale der besten sechs Werfer | nicht im Finale der besten sechs Werfer | nicht im Finale der besten sechs Werfer | 73,32000      |
| 11    | Petar Galić        | Jugoslawien | 70,75000       | 73,30          | 68,65000       | nicht im Finale der besten sechs Werfer | nicht im Finale der besten sechs Werfer | nicht im Finale der besten sechs Werfer | 73,30000      |
| 12    | Hermann Salomon    | Deutschland | 70,52000       | 72,39          | 72,93000       | nicht im Finale der besten sechs Werfer | nicht im Finale der besten sechs Werfer | nicht im Finale der besten sechs Werfer | 72,93000      |

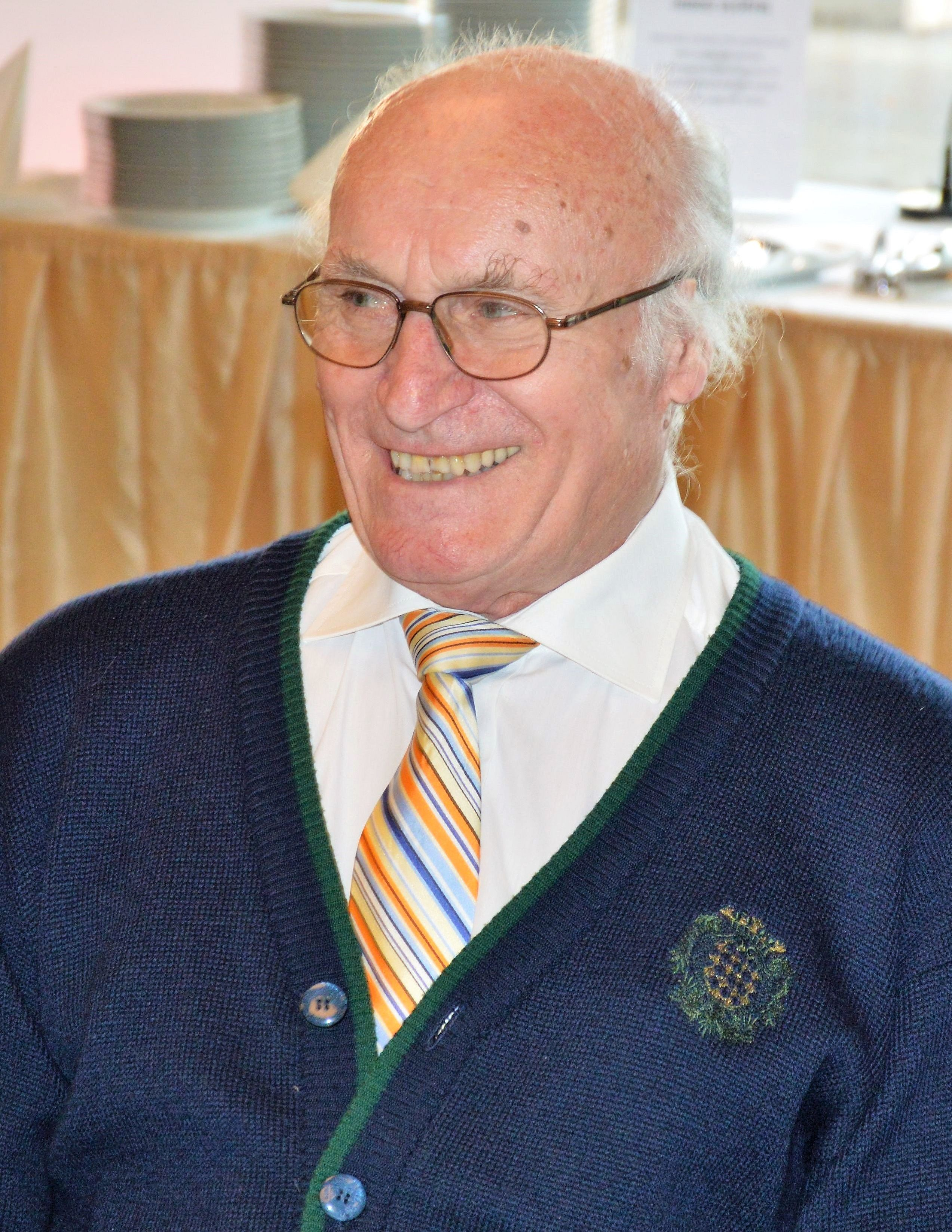
Gergely Kulcsár (hier im Jahr 2013), EM-Dritter 1958 erreichte diesmal Platz sechs – er war später unter anderen auch zweimal Medaillengewinner bei Olympischen Spielen
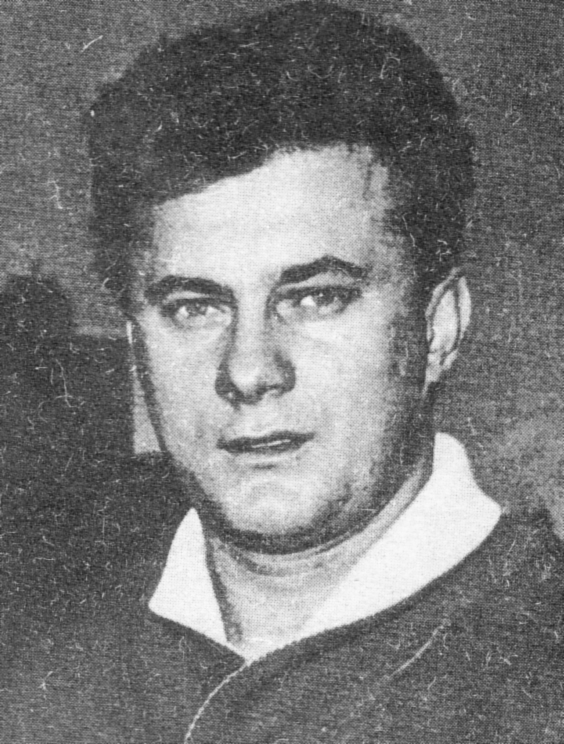
Nach zwei EM-Titeln 1954 und 1958 belegte Janusz Sidło diesmal Rang sieben